# Paul Van Tigchelt
Paul Van Tigchelt (ur. 13 listopada 1973 w Turnhout) – belgijski i flamandzki prawnik, urzędnik państwowy oraz polityk, w latach 2023–2025 wicepremier oraz minister sprawiedliwości.

## Życiorys
Z wykształcenia prawnik, absolwent Katholieke Universiteit Leuven. W 1998 podjął pracę w prokuraturze w Antwerpii, w 2003 został zastępcą prokuratora. Związany z partią Flamandzcy Liberałowie i Demokraci. W latach 2003–2008 był współpracownikiem wywodzącego się z tej formacji Patricka Dewaela, pełniącego funkcje wicepremiera i ministra spraw wewnętrznych. Pracował jako jego doradca, następnie zastępca szefa gabinetu i rzecznik prasowy. Powrócił następnie do prokuratury, zajmując się sprawami dotyczącymi przestępczości narkotykowej. W 2010 został zastępcą prokuratora przy sądzie pierwszej instancji, a w 2014 zastępcą prokuratora generalnego w Antwerpii. W 2016 mianowano go dyrektorem instytucji OCAD, organu koordynującego analizę zagrożeń.
W 2020 wicepremier i minister sprawiedliwości Vincent Van Quickenborne powierzył mu stanowisko zastępcy szefa gabinetu. W październiku 2023 Paul Van Tigchelt zastąpił swojego przełożonego na obu funkcjach rządowych, dołączając z rekomendacji Open VLD do rządu federalnego Alexandra De Croo. Stanowiska te zajmował do lutego 2025. W 2024 został wybrany w skład Izby Reprezentantów.